# 三星Galaxy Spica
三星Galaxy Spica（英語：Samsung Galaxy Spica，又稱三星Spica、三星GT-I5700、三星Galaxy Lite及三星Galaxy Portal），是一款由三星生產、採用Android開源操作系統的智能手机，於2009年發表。作為一款定位於初代三星Galaxy以下的手機型號，即使Galaxy Spica在相機像素、存儲與數據連接速度等方面比i7500為低，其處理器的時脈頻率卻高達800 MHz。其後繼型號為三星Galaxy 3。

## 特色
Galaxy Spica是一款3G智能手機，提供四頻GSM，並採用雙頻HSDPA（900/2100）技術，傳輸速度可達3.6 Mbit/s。該機配備3.2吋LCD電容式觸控屏、一枚320萬像素自動對焦鏡頭，以及數位指南針。i5700備有一個標準3.5毫米耳機插孔，並配備DNSe 2.0。
在軟體方面，Galaxy Spica提供一系列Google行動服務，包括Google搜尋、Gmail、YouTube、Google日曆及Google Talk。該機的GPS功能支援我的位置、Google定位及街景等Google地图功能。它亦支援MP3、AAC（包括iTunes Plus下載內容）、WMA音頻及H.264視頻。該機還可以播放DivX及Xvid編碼內容，這使之成為首部支援此功能的Android手機。

## 發售
該機於欧洲、亚洲及中东地區發售。i5700為三星第二款供應予歐洲市場的Android手機。該機於2009年12月於土耳其及加拿大（透過羅渣士通訊網路）推出。

## 軟體

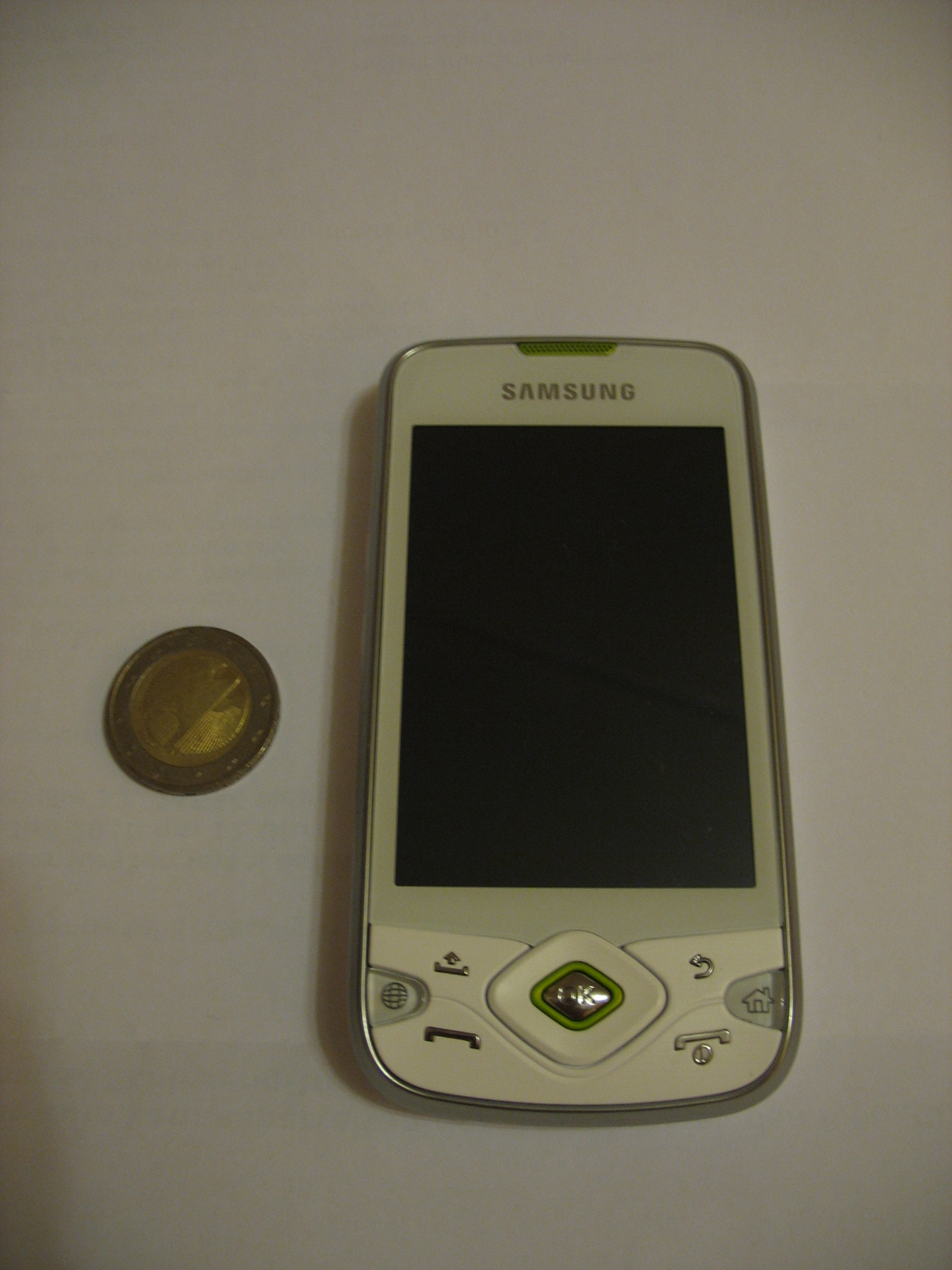
白色機身的Galaxy Spica

2010年2月，三星為Galaxy Spica推送Android 2.1Eclair更新。其時，部份手機零售商（如英國的Three和T-Mobile）開始送運預載2.1 Eclair系統的手機。
2010年5月，印度及印尼開始銷售預載2.1 Eclair更新的手機。
更新Spica的唯一官方途徑乃透過三星PC Studio軟體實現，而非像其他機型一樣透過OTA接收更新。
用戶不可能透過上述方式為品牌手機（Branded phone）進行更新。在此情況下，需要透過官方三星合作夥伴才能為手機更新。
然而，用戶可透過結合第三方軟體及一系列固件，為手機安裝Android 1.5 Cupcake，又或Android 2.2 Froyo、Android 2.3 Gingerbread及Android 4.0 Ice Cream Sandwich的預覽版本，唯此方法並未獲廠方支援。